# 阿米爾·卡比爾
伊爾扎·塔吉·汗·艾·法拉哈尼（波斯語：‎），又稱阿米爾·卡比爾（‎）（1807年1月9日—1852年1月10日），伊朗卡扎爾王朝納賽爾丁沙阿統治期間第一任首相。他被廣汎認爲是伊朗近代史上第一個推行現代化改革的政治家，但由於他實施了很多大膽激進的政策，包括嚴厲鎮壓巴比教運動，從而在宮廷内外樹立了不少敵人，最終也失去了國王納賽爾丁沙阿對他的信賴庇護，並遭到罷免和放逐以致最後遇害，他的改革政策僅維持了三年。

## 早年生活
阿米爾·卡比爾出生在今天伊朗中央省的阿拉克。他的父親巴拉·穆罕穆德·庫爾班（Karbalaʾi Mohammad Qorban）在法拉汗縣行政官員，同時也以散文作家聞名的米扎爾·馬卡姆的手下擔任厨師，當米扎爾被任命爲大不里士的王儲阿巴斯·米爾札的首席部長之後，庫爾班帶著他的兒子隨行前往。阿米爾·卡比爾首先協助父親在米扎爾家中做家務工作，在與他接觸過程中米扎爾發現這個孩子天賦很高。於是米扎爾讓他和自己的孩子們一起學習接受教育。

## 步入政界
1822年米扎爾·馬卡姆去世，他的兒子接替了父親的位置，通過這個關係，阿米爾·卡比爾有機會進入到了政府部門工作。他先是被任命爲阿塞拜疆軍隊中擔任軍事登記員（lashkarnevis）的工作，之後又被任命負責監督軍隊的財務。幾年之後，他被賦予了更大的職責，負責軍隊的供應、軍餉以及組織工作。1840年代中期，他擔任伊朗在“波斯-奥斯曼邊界委員會”的首席談判代表，1847年與奧斯曼帝國簽訂了第二次《埃爾祖鲁姆條約》，這個新條約奠定了波斯與奧斯曼的雙邊關係，特別是兩國在朝聖路綫方面的達成了更穩固的協議:365，爲此他一舉成名。

## 走進王室
阿米爾·卡比爾在大不里士第一次見到納賽爾·丁·米扎爾時，這位年輕的王子還在擔任省長。當時的人們認爲，納賽爾·丁爲人懦弱、才智平平，不配登上王座。在俄國人的支持下，他的一位頗有才幹的叔叔試圖挑戰他的王位繼承權。穆罕默德沙阿去世之後，阿米爾·卡比爾將這位年輕的王儲帶到首都德黑蘭，為他鞏固皇權立下了汗馬功勞。與年輕的納賽爾·丁相比，阿米爾·卡比爾就像他的父親和國師，教導他如何扮演好國王的角色，如何處理國務。阿米爾·卡米爾很希望將這位年輕的國王培養成一個現代化的君王，年輕的國王也對他言聽計從樂。1848年納賽爾·丁·米扎爾即位後不久，馬上就任命他為首相大臣（sadr-ea‘zam）、軍隊總司令（amir-ekabir）和攝政官（atabak），之所以賦予他集三權爲一身的壟斷權力，是因爲新國王尚立足未穩，將大權交付給這位讓新國王信賴且頗具才幹的人，以處理國王無法應對的棘手事件:366。

## 處理政務

### 平息内亂
1848年巴布教運動勢力高漲，與此同時，還發生了與恺加王朝相對抗的穆罕默德·汗·撒拉爾叛亂,撒拉爾的行動得到了伊朗東北部土庫曼和庫爾德部落的支持。由於阿米爾·卡比爾牢牢控制著阿塞拜疆的軍隊力量，他依靠這隻軍隊在接下來的三年期間平定了巴布教運動和呼羅珊叛亂:367。

### 促進教育和出版
在推進伊朗走向現代化的過程中，阿米爾·卡比爾意識到伊朗應該建立起一套與之相配套的現代社會機構。在他的主導之下，1851年德黑蘭建立了第一所現代化的高等學校達拉弗農理工學校，它成爲後來的德黑蘭大學的前身。
在1830年代伊朗的印刷出版就開始普及，1837年德黑蘭誕生了第一份報紙。阿米爾·卡比爾主政之後，在他的主持下，發行了《年鑒大事記》（Vaqaye‘- e Ettefaqiyeh），以通俗易懂的方式，旨在對公衆進行教育，讓民衆瞭解國外特別是歐美國家的先進狀況，以達到臣民之間的溝通。在阿米爾執政以及在其後的10多年閒，《年鑒大事記》記錄了政府的任命和頒佈的法令，宮廷以及各省的新聞等。《年鑒大事記》還關注世界地理、各國政治，技術發明和工程建設等，特別是向伊朗民衆介紹了美國獨立戰爭的歷史以及美國建國之後的發展，除此之外，還有當時很罕見的商品廣告，從而為伊朗民衆開拓了視野:369。

### 對外交往
阿米爾·卡比爾的外交傾向較爲親英，他早年在大不里士時就與英國駐當地的領事館外交人員後來成爲德黑蘭臨時代辦詹姆斯·法蘭特上校（Colonel James Farrant）關係密切，後來與接替法蘭特的賈斯汀·希爾上校也保持著良好關係。他們兩個既是外交官也是印度軍隊的軍官。這種關係使阿米爾·卡比爾得以藉助英國力量支持納賽爾·丁登上王位:373，以此制衡來自俄國日益增大的影響。
19世紀處於英國和俄國的兩大强國夾縫之間的伊朗在維護國家主權問題上面臨著極大的挑戰，阿米爾·卡比爾在位期間盡量維護伊朗在一系列方面的主權，包括貿易規則、伊朗臣民地位、對波斯灣的管轄以及外國外交官在波斯宮廷的禮儀等。

### 財政政策
財政問題是阿米爾·卡比爾最關心的問題。1848年他接手國家財政事務時，除了要處理前任首相哈吉·米爾扎·阿加西遺留下來的問題之外，還要面臨著當時國家收不抵支的財政窘況。軍事開銷、宮廷消費、王室貴族的年金以及用於改革項目中等巨大的花銷都使伊朗國家財政面臨著破產，平衡預算成爲他的當務之急。由於伊朗財政制度的權力下放以及於此產生的諸多弊端不利於伊朗的現代化進程，使得阿米爾·卡比爾試圖通過集中權力以達到國家財政預算的硬約束。而阿米爾·卡比爾憑著他曾在軍隊中擔任財務官的經歷，使他敢於采取大刀闊斧的財政緊縮措施，這包括削減各級官員的一半工資和年金，特別是針對内閣成員和宮廷大力削減開支，爲此政府的財政官員集體抵制阿米爾·卡比爾的緊縮措施，因爲緊縮措施限制了官員們對財政的壟斷，並威脅到他們的世襲職位，引發了他們對阿米爾·卡比爾的强烈不滿。

### 司法改革
阿米爾·卡比爾在位期間，成立了作爲政府新機構的司法局（divan-khaneh‘adalat）。其目的在於重新劃分穆智台希德控制的民事法庭與政府控制的習慣法之間的混亂界限，因爲習慣法主要用於刑事案件的裁決。除此之位，這個新建立的司法局還負責審理一些涉及外國公民的案件以及處理與宗教少數群體有關的其他案件。比如：猶太人、基督徒和瑣儸亞斯德教之間的糾紛等。比如：一名死者的繼承人暫時皈依了伊斯蘭教，並强占了其他繼承人的遺產份額，而沙里亞法往往偏袒伊斯蘭教皈依者，司法局的建立就是在於防止這類案件的司法權濫用。然而，這個司法改革在阿米爾·卡比爾被罷黜之後就停頓下來，而這個社會矛盾也繼續困擾著卡扎爾王朝:375。

## 失勢
阿米爾·卡比爾依靠國王的對他的信賴來實施他的改革，但是他的改革計劃一開始就遇到强大的阻力。王朝精英們認爲他傲慢、專橫。他針對政府官員的索賄成風和敲詐勒索的腐敗行爲開展了反制措施，這無疑觸犯了既得利益集團。尤其是他的緊縮財政預算以及限制宮廷侍從和公職人員的特權，使他四處樹敵。另外，他也以“國師”的身份對國王納賽爾丁沙阿，不厭其煩地勸誡他不要貪圖享樂而要勤政敬業，也使得國王對他逐漸產生了厭惡，最後阿米爾·卡比爾越来越被孤立，权力逐漸被削弱。1851年11月，年輕的國王在其母親、宮廷侍從以及政府内閣官員的多方壓力之下，最終將他解職，並將他放逐到菲恩花園。失去權勢之後的阿米爾·卡比爾曾想尋求英國外交方面的庇護，但是遭到拒絕，這給了阿米爾·卡比爾的政敵除掉他的藉口。1852年1月10日，阿米爾在住所洗澡時，被宮廷派來的殺手刺死，終年45歲:377。

## 後世評價
阿米爾·卡比爾是一個銳意改革但卻是獨斷專行的政治家，他受到當時的歐洲物質文明和思想進步的啓迪，希望在伊朗建立一個紀律嚴明、秩序井然的國家。然而他的改革失敗説明了伊朗缺乏與之配套的社會環境。他的反腐政策也使他失去了盟友，而王室當權者認爲阿米爾能夠為王朝回復穩定秩序（譬如：平息内亂）則允許他大權在握，一旦目標達成，就儘快趕他下臺。
他推動改革之艱巨，通過國家歲收開支就可以體現出來。在他下臺之後，伊朗每年國家財政收入的1/4的80萬圖曼（約合200萬美元）用於發放工資、年金和政府開銷，其中67%用於政府官員和王室成員開銷。在這67%開銷中（佔國家收入5.5%）的1/3是用於供養國王和王室年金。15%用於供養各部落貴族，20%用於供養宮廷侍從、皇家衛隊等。大約5%用於首相以及政府機關和政府員工，剩下的33%中，只有2.85%用於詩人、醫生和烏理瑪。在年金的比例中，王室占了66.5%，而内閣官僚僅占有3.25%，這個巨大差異表明了王室與中央官僚待遇的懸殊:381。
由於阿米爾·卡米爾在任期很短，因而無法完成原定的重新測量土地和評估土地的計劃。他在任期間内，從高官手中收回了長期被竊取的封地和王室土地，因爲這些土地并未給政府收入帶來貢獻。而土地被收回以及10%的土地稅也激怒了土地所有者，他被罷黜之後，卡扎爾王朝又退回到了他發起改革之前的狀態。